# 闻声
闻声（John Walker Vinson；1880年12月29日—1931年11月2日）美南长老会传教士，在江苏省灌云县杨集镇殉道。
1880年12月29日，闻声出生于美国南卡罗来纳州费尔菲尔德县的Whiteoak。1907年，闻声受美南长老会差遣，前往中国传教，2月4日抵达目的地江苏宿迁。他当时27岁，被年轻的传教士亲切地称为“杰克叔叔”。在这里，他遇到美南长老会女传教士任二小姐（Miss Jeanie deForest Junkin，1877-1923）。她们姐妹二人是弗吉尼亚州一位牧师的女儿，在1904年来到宿迁。1908年（清光绪三十四年），他与任二小姐结婚，同年，南长老会派闻声夫妇和米德夫妇、慕庚扬夫妇，开辟新的传教站海州。
他们开办义德医院，崇真中学。1910年，闻声、慕庚扬在杨集镇、新浦建立教堂。
闻声夫妇有六个孩子，只有三个长大成人。闻声夫妇都有严重的健康问题，1923年，闻师母生下一个女儿后不久，在海州去世。
1931年，闻声在上海进行手术后，秋天，从海州出发下乡，去到此前经常造访的杨集镇教会，那里有他施洗的一批基督徒。一股600人的土匪袭击该镇，150名居民遭绑票作为人质，闻声也成了土匪的人质。政府派兵赶来，土匪挟持人质撤退。根据海侔登所写的传记，土匪首领要求闻声写信，让官军撤军，闻声要求释放所有被俘虏的中国人质，遭匪首拒绝，于是闻声坚决拒绝选择自由。夜间，被包围的土匪蒙受沉重的损失，150名囚犯中，有125名得以逃脱。然而年长的闻声牧师因为刚动过手术，行动缓慢，无法逃脱。一个在场的中国传道人的女儿见证说，土匪用枪指着闻声的头说：“我要杀了你。你不害怕吗？”闻声回答说：“不，我不害怕。如果你杀了我，我会直接去天堂。”于是土匪将他枪杀，然后斩首。这是1931年11月2日。
美南长老会驻徐州传教士海侔登牧师（Evelyn H. Hamilton）听到闻声的死讯，在十五分钟内写下一首诗《惧怕？有何可怕？》（Afraid? Of What?），传颂一时。最后一节如下：
Afraid? Of what?

To do by death what life could not: 

Baptize with blood a stony plot,

Till souls shall blossom from the spot? 

Afraid—of that?

惧怕什麽？

生所未成，以死成全

刚硬石地，用血浇灌

使灵生长，如花千万

有何可怕？

1940年，闻声牧师的一对双胞胎儿子，在美国大学毕业后同时回到中国事奉，哥哥闻牧师回到海州，学医的弟弟闻医生则服务于锺爱华任院长的清江浦仁慈医院。